# Sergio Alberto Pérez Núñez
Sergio Alberto Pérez Núñez es un exfutbolista mexicano. 

## Clubes
| Club                       | País   | Año         |
| -------------------------- | ------ | ----------- |
| Club de Fútbol Monterrey   | México | 1998 - 2000 |
| Club Deportivo Guadalajara | México | 2000 - 2001 |
| Cobras de Ciudad Juárez    | México | 2002 - 2003 |
| Club de Fútbol Monterrey   | México | 2003 - 2004 |
| Cobras de Ciudad Juárez    | México | 2004        |
| Club de Fútbol Monterrey   | México | 2005        |
| Correcaminos de la UAT     | México | 2005        |
| Club León                  | México | 2006        |
| Indios de Ciudad Juárez    | México | 2006        |
| Real de Colima             | México | 2007 - 2008 |
| Club Deportivo Irapuato    | México | 2008 - 2009 |
| Guerreros FC de Hermosillo | México | 2009 - 2010 |